# AG Vulcan Stettin

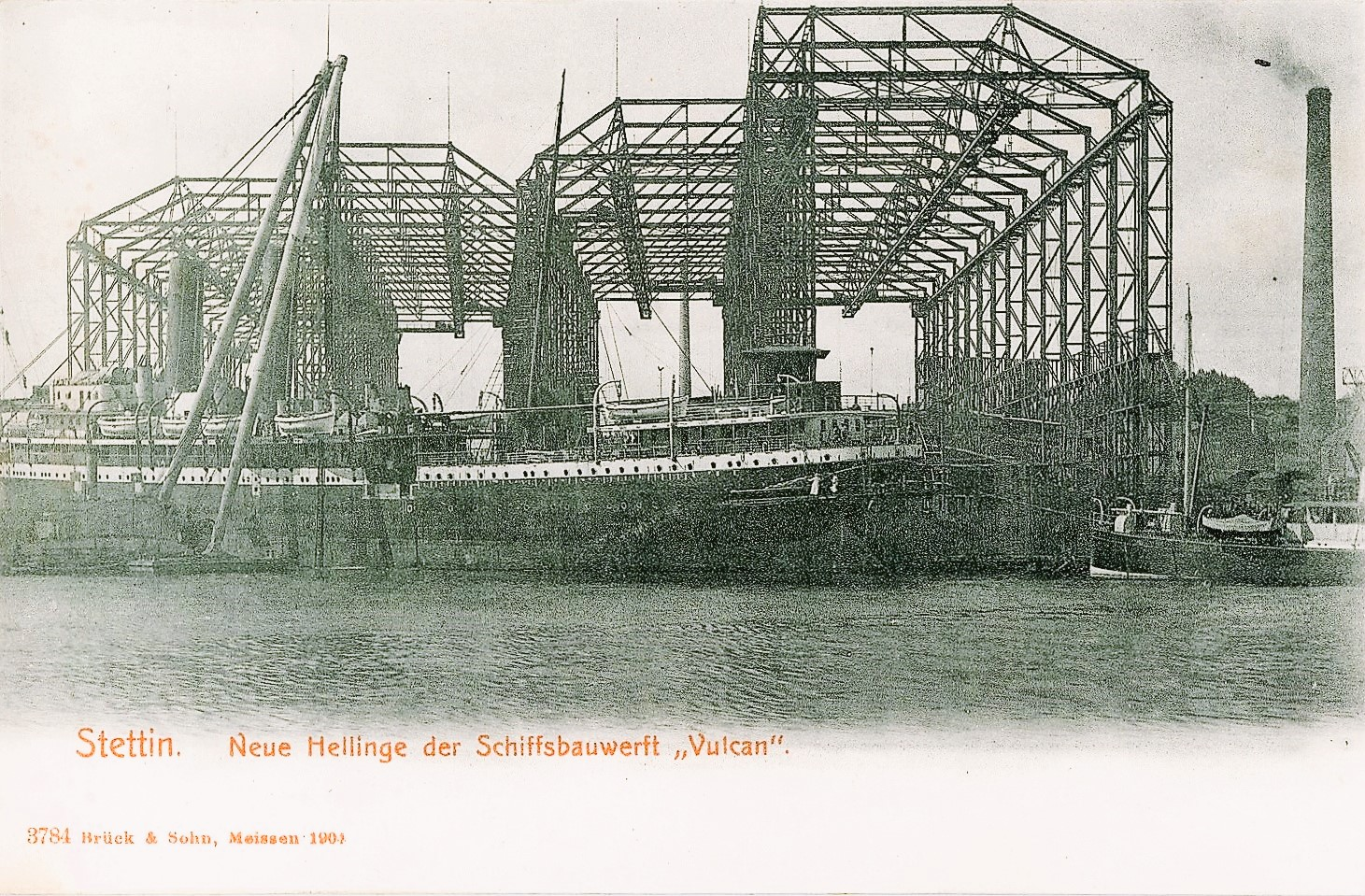
Neue Hellinge der Schiffsbauwerft Vulcan mit Dampfer (1903)

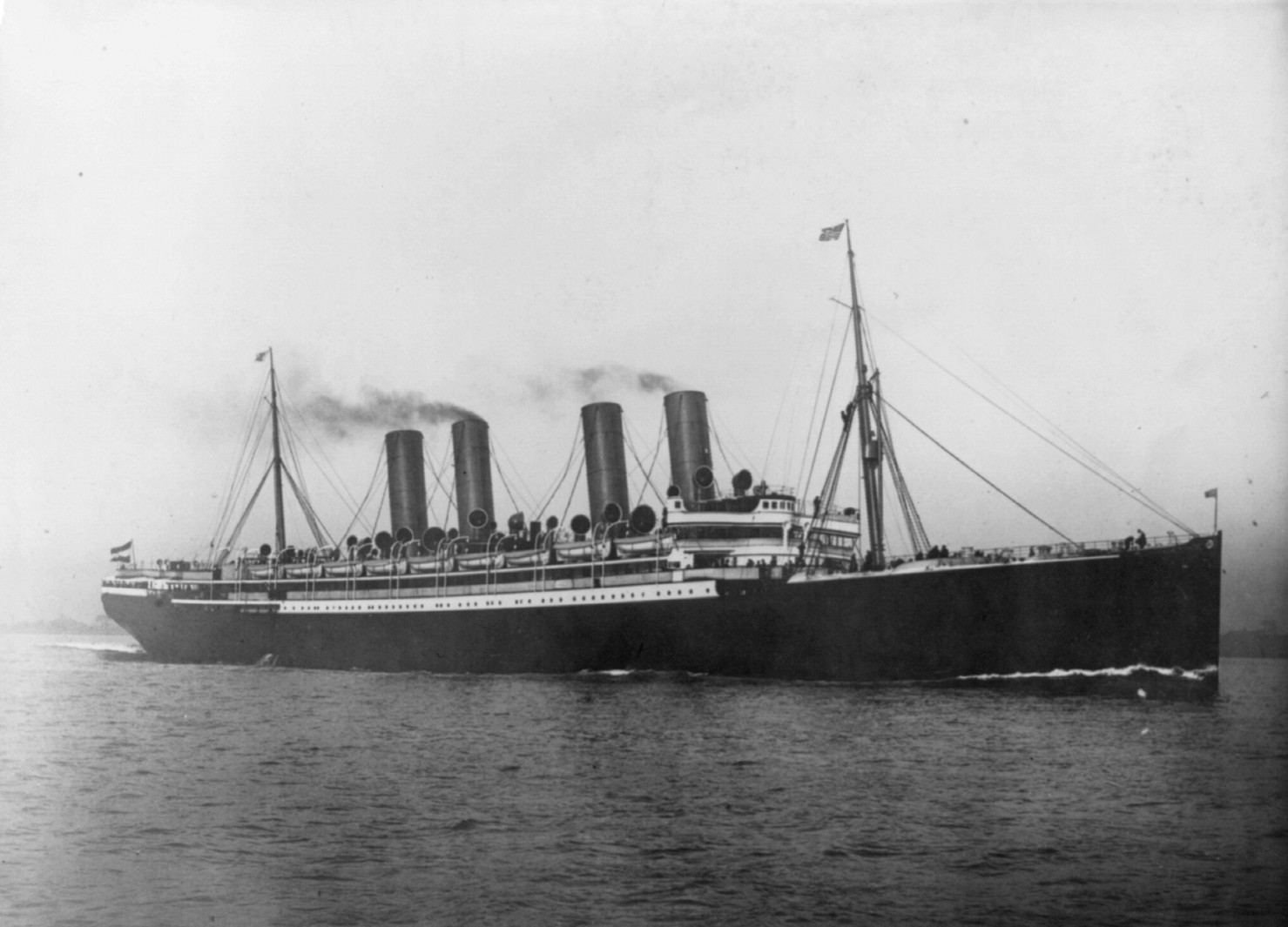
Die Kaiser Wilhelm der Große gewann 1897 als erstes deutsches Schiff das Blaue Band.

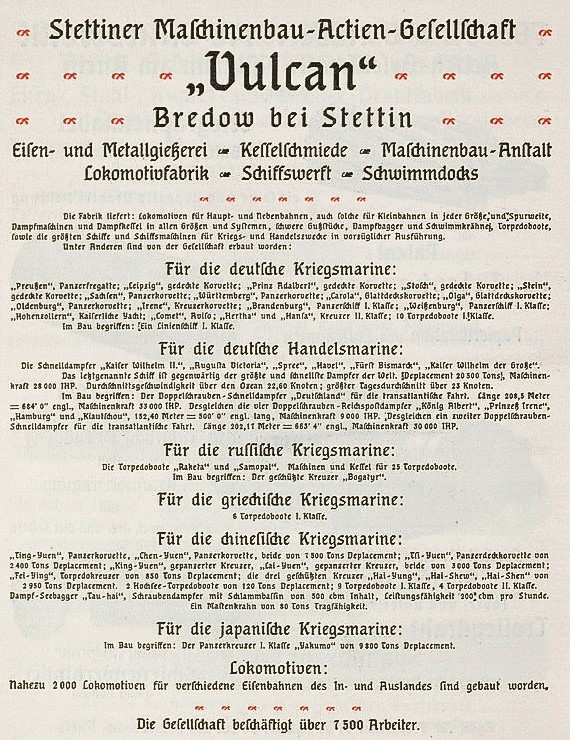
Weltausstellung Paris 1900

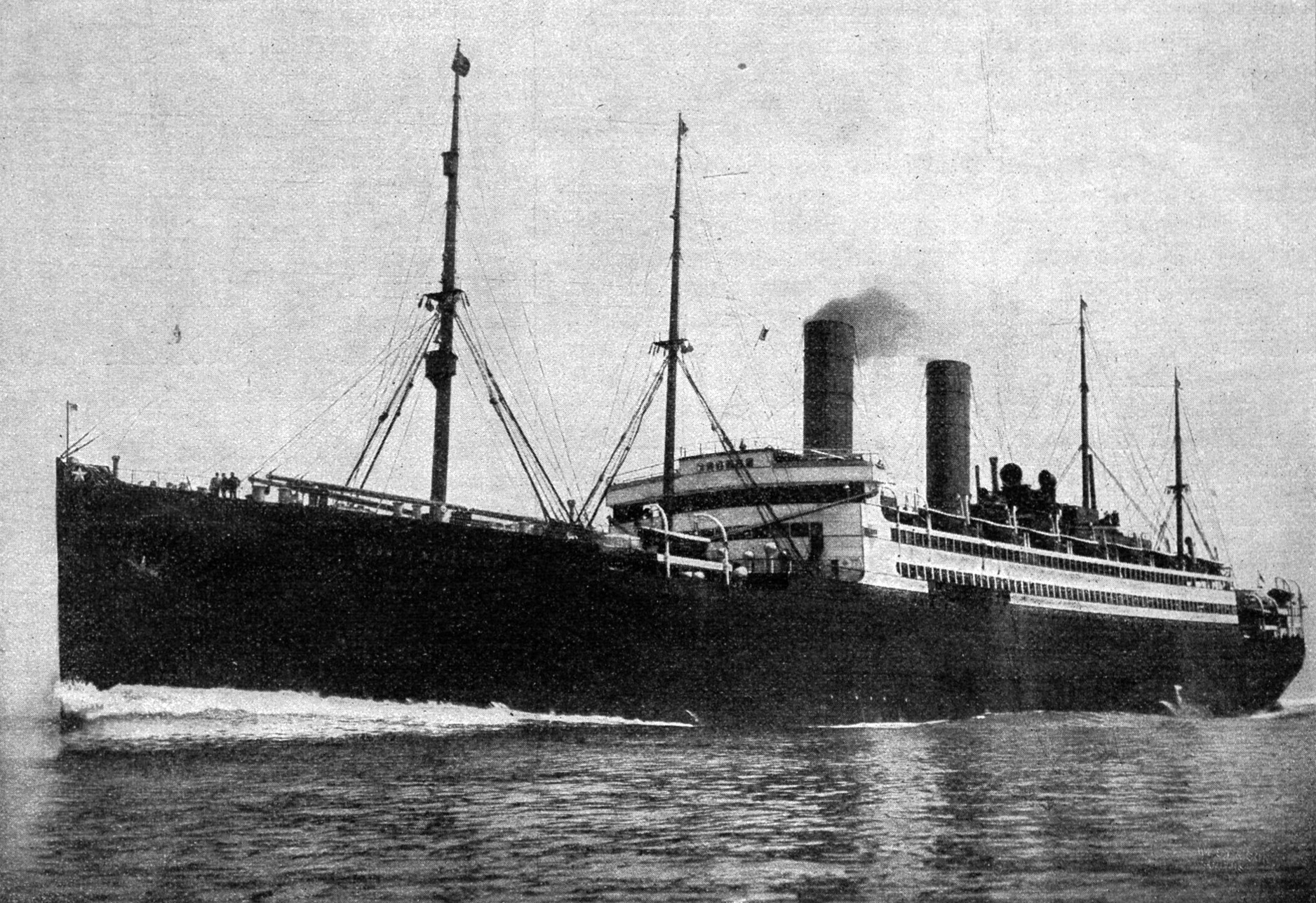
Der von Vulcan 1907–1908 gebaute Luxusdampfer George Washington

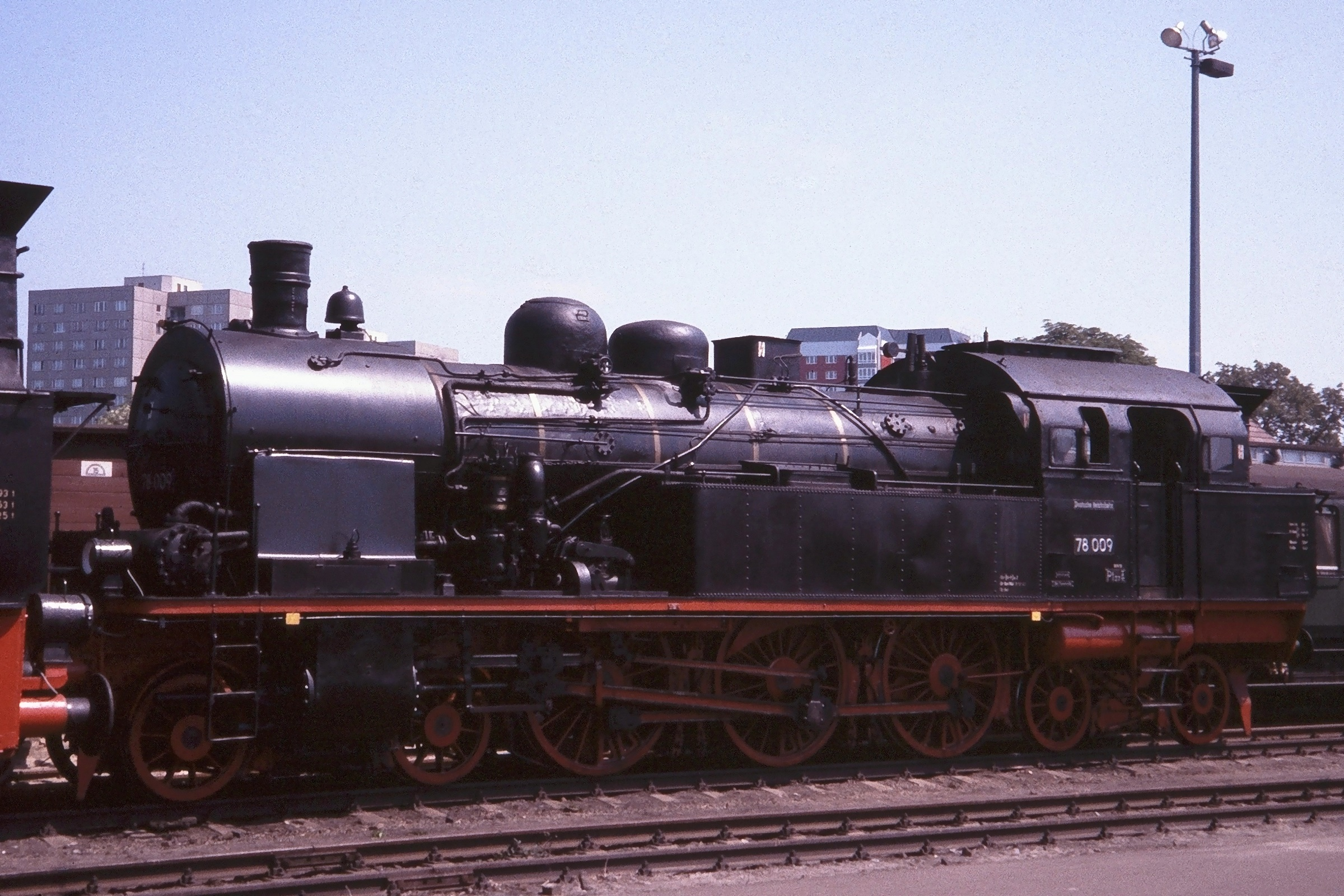
Preußische T 18,
1912 bei AG Vulcan Stettin gebaut

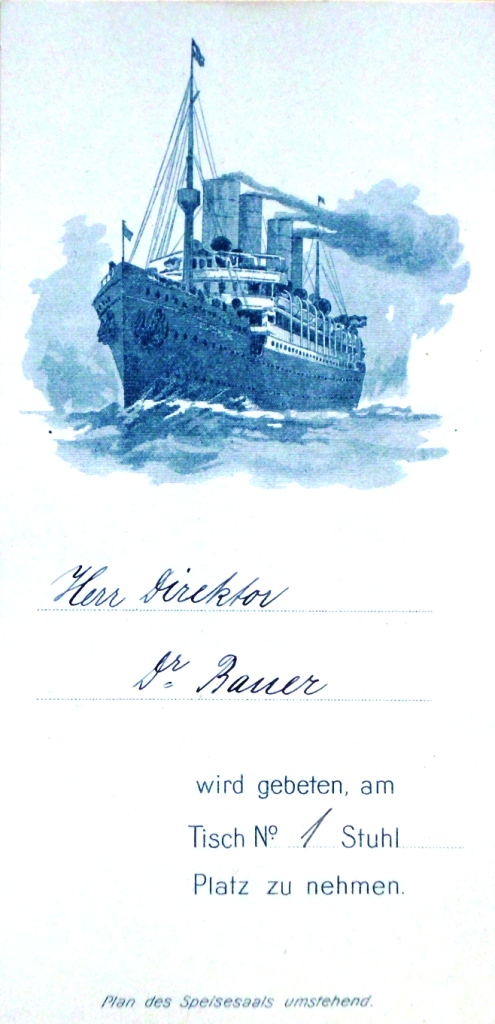
Einladungskarte für Gustav Bauer zur Teilnahme an der Probefahrt des Passagierschiffs Deutschland am 2. Juni 1900

Die Stettiner Maschinenbau Actien-Gesellschaft Vulcan war ein 1857 gegründetes deutsches Unternehmen im Bereich Schiffbau und Maschinenbau, das seinen Sitz bis 1911 in Stettin hatte. Mit seinem Fabrik- und Werftbetrieb im Ortsteil Bredow war es ein Pionier des neuzeitlichen eisernen Schiffbaus und viele Jahre sowohl im zivilen als auch im militärischen Schiffbau eine der führenden Werften in Deutschland, auf der die seinerzeit größten und schnellsten Passagierschiffe der Welt gebaut wurden. Außerdem baute das Unternehmen über 4000 Dampflokomotiven. Als Zweigwerk nahm das Unternehmen 1909 die Hamburger Vulcan-Werft in Betrieb.
Ab etwa 1913 wurde die Schreibweise Vulkan verwendet. Im Gegensatz zu der geologischen Bezeichnung Vulkan wird der Name der Werft auf der ersten Silbe betont ([ˈvʊlkan]). Er leitet sich ab von Vulcanus, dem römischen Gott des Feuers und der Schmiedekunst.
Beide Vulkan-Standorte übernahm 1926 die Deutsche Schiff- und Maschinenbau Aktiengesellschaft (Deschimag) mit Sitz in Bremen. Diese schloss 1928 den Stettiner Betrieb und verkaufte 1929 die Hamburger Werft an die Howaldtswerke AG in Kiel.

## Gründung
Die Hamburger Ingenieure Franz Friedrich Dietrich Früchtenicht (1821–1864) und Franz Wilhelm Brock gründeten 1851 in dem kleinen Ort Bredow bei Stettin die Schiffswerft und Maschinenfabrik Früchtenicht & Brock. Das erste Schiff war ein unter primitiven Bedingungen am Oderstrand gebauter 35 Meter langer eiserner Raddampfer, das erste in Preußen gebaute eiserne Schiff überhaupt, mit Namen Dievenow für den Stettiner Reeder J. F. Braeunlich, der in der Schifffahrt auf dem Stettiner Haff zwischen Stettin und Swinemünde eingesetzt wurde. Es folgten eine Reihe kleinere Schiffseinheiten, während das Werksgelände kontinuierlich erweitert und ausgebaut wurde.
1856 geriet das Unternehmen in finanzielle Schwierigkeiten. Eine Gruppe von Investoren, Unternehmern und Politikern aus Stettin und Berlin stieg daraufhin ein und gründete 1857 die Stettiner Maschinenbau Actien-Gesellschaft Vulcan.
Bald darauf geriet auch dieses Unternehmen in finanzielle Schwierigkeiten. Der Ausweg aus der Schieflage sollte durch den Lokomotivbau erreicht werden. Im Jahr 1859 wurde die erste Lokomotive ausgeliefert. Zur Unterscheidung vom Werftbetrieb diente fortan der Zusatz Abteilung Locomotivbau in Bredow bei Stettin. Diese Abteilung baute (zum Teil noch heute fahrbereite) leistungsfähige Dampflokomotiven sowohl in Schmalspur-, als auch in Normalspurweite. Diese Lokomotiven wurden für deutsche Eisenbahnverwaltungen und für Privatbahnen im In- und Ausland hergestellt. So ist die älteste Lokomotive der Rügenschen Bäderbahn (Lok 99 4632) ein Produkt des Vulcan aus dem Jahr 1914 und steht bis heute in Betrieb.

## Expansion
Das gut laufende Geschäft erlaubte die Erweiterung und den Ausbau des Werksgeländes. In der Folgezeit bildete sich eine Teilung des Geländes in „Unterhof“ und „Oberhof“ heraus. Der Unterhof an der Oder war für den Schiffbau zuständig, während der Oberhof Produktionsstätte für Dampfmaschinen und Lokomotiven war.
1867 begannen die militärischen Aktivitäten. 1873 wurde die Panzerfregatte Preußen erbaut, und etwa drei Jahre später entstand auf der Werft unter der Leitung des damaligen Direktors Rudolph Haack das erste auf einer deutschen Werft gebaute ausschließlich mit Dampf betriebene Panzerschiff, die Sachsen.
1880 erhielt die Werft das erste Schwimmdock, doch bereits 1883 wurde ein Teil der Werftanlagen durch ein Großfeuer zerstört. Dies war Anlass genug, die Werft zu modernisieren und durch Zukauf von Gelände zu erweitern, zusätzlich zu drei existierenden Helgen wurden vier weitere, größere rrichtet. Einen wesentlichen Schub in der Herstellung ziviler Schiffe stellte der Großauftrag des Norddeutschen Lloyd (NDL) auf der Basis des Reichspostdampfer-Gesetzes dar. Nach Abschluss des Vertrags mit dem Deutschen Reich orderte der NDL beim Vulcan je drei Dampfer für die Hauptlinie der (Preußen-Klasse) und für die Zweiglinie der (Stettin-Klasse).

## Vulcan-Schiffe gewinnen das Blaue Band
Bis dahin hatte der NDL nur wenige Dampfer für die England-Fahrt bei deutschen Werften geordert. Der Vulcan wurde Hauptauftragnehmer des NDL und lieferte bis 1914 24 Ozeandampfer, darunter alle vier Vier-Schornstein-Schnelldampfer. Das erste dieser Schiffe, Kaiser Wilhelm der Große, gewann 1897 das Blaue Band – es war das erste Mal, dass ein deutsches Schiff diese Trophäe gewann. 1900 ging das Blaue Band an den Vier-Schornstein-Schnelldampfer der Hapag, die Deutschland, die ebenfalls beim Vulcan gebaut wurde. Das größte Lloyd-Vorkriegsschiff war die George Washington mit 25.570 BRT.
Bredow wurde 1900 nach Stettin eingemeindet und die Vulcan-Werke waren mit über 7000 Beschäftigten zu dieser Zeit eines der größten privaten Unternehmen in Deutschland. Anfang des 20. Jahrhunderts entstanden immer größere Docks auf dem Gelände des Unterhofs. Schließlich wurden in Stettin Schiffe mit so großem Tiefgang gebaut, dass sie nur noch mühsam die flache Oder bis zur Ostsee hinunterkamen. Sie mussten oft mithilfe von Schwimmpontons, die an den Seiten der Schiffe angebracht wurden, auf die offene See bei Swinemünde überführt werden. Dieses Verfahren war kompliziert und riskant, passierten doch trotz größter Vorsichtsmaßnahmen immer wieder Grundberührungen. Mit der 24.581 BRT großen Kaiserin Auguste Viktoria für die HAPAG und der 25.570 BRT großen George Washington für den Norddeutschen Lloyd wurden 1906 die größten Schiffe der Stettiner Werft erbaut. Damit war die Grenze der Schiffsgröße in Stettin erreicht.

## Zweigwerk in Hamburg
Um weiter im Großschiffbau tätig sein zu können, wurde 1905 beschlossen, in Hamburg ein Zweigwerk zu bauen. Die Arbeiten begannen 1907, und im Juni 1909 weihte Kaiser Wilhelm II. persönlich die Hamburger Vulcan-Werft am Rosshafen in Hamburg-Steinwerder ein. Zu Beginn existierten zwei Helgen, auf denen 1910 mit dem Passagierschiff Imperator und dem Linienschiff Friedrich der Große die ersten Neubauten begonnen wurden. Weiterhin gab es bereits zwei Schwimmdocks. Die in Hamburg erbauten Schiffe erhielten eine eigene Baunummer; jedoch wurde in Stettin auch eine Gesamtbauliste geführt, sodass beispielsweise Friedrich der Große die Hamburger Nummer 2 hatte, aber in der Gesamtbauliste die Nummer 310 erhielt.
1911 wurde der Sitz des Unternehmens nach Hamburg verlagert, 1912 folgte die Änderung der Firma in Vulcan-Werke Hamburg und Stettin Actiengesellschaft.
Die Zahl der Arbeiter und Angestellten stieg im Laufe der Zeit stark an. 1870 hatte der Vulcan eine Belegschaft von 1.800 Mitarbeitern, 1909 waren es bereits 8.000 und am Ende des Ersten Weltkriegs dann etwa 20.000 zusammen an beiden Standorten.
Zwischen 1871 und 1911 wurden insgesamt 110 Kriegsschiffe gebaut, darunter eine große Anzahl für die chinesische, japanische, russische und griechische Marine. Während des Ersten Weltkriegs waren die Vulkan-Werften weitgehend mit Rüstungsaufträgen für die Kaiserliche Marine beschäftigt; die Hamburger Werft ausnahmslos im Bau von Kriegsschiffen.

## Zwischenkriegszeit und Zeit des Nationalsozialismus
Nach dem Ersten Weltkrieg konnten beide Vulkan-Standorte nicht mehr an die Erfolge der Vorkriegszeit anknüpfen, weil der Bau von Kriegsschiffen durch den Versailler Vertrag untersagt worden war. 1926 wurden die Vulkan-Werke Teil des Unternehmens Deutsche Schiff- und Maschinenbau Aktiengesellschaft (Deschimag). Die Sparte Lokomotivbau wurde gänzlich abgetrennt und ging 1928 an Borsig in Berlin. Insgesamt baute das Stettiner Vulkan-Werk 4002 Lokomotiven. Die Werft in Stettin wurde 1928 völlig geschlossen.
Die Howaldtswerke Kiel als neuer Eigentümer führten den Schiffbau an der Elbe ab Ende 1929 mit den Howaldtswerken Hamburg weiter. Der östliche Teil des Hamburger Werftareals wurde 1930/1931 abgeräumt; dort entstand später das Motorenwerk Hamburg. Mit dem Vulkan verschwand ein großer Name der deutschen Schiffbaugeschichte. 1939 unternahm man den Versuch, durch eine Neugründung auf dem alten Vulkan-Gelände in Stettin-Bredow den Schiffbau wieder aufzunehmen. Bis 1945 entstanden dort insgesamt 34 Schiffe, hauptsächlich U-Boote, diese wurde nur zum Teil fertiggestellt.
Nach der Machtergreifung der Nationalsozialisten entstand im Herbst 1933 auf Veranlassung von Polizeipräsident Fritz Karl Engel und unter Leitung von Joachim Hoffmann auf dem Abbruchgelände der Vulcan-Werft das KZ Bredow als erstes Konzentrationslager der Stettiner Umgebung. Nachdem Hoffmanns schwere Misshandlungen von Gefangenen öffentlich bekannt geworden waren, wurde das Lager am 11. März 1934 auf Veranlassung des Preußischen Staatsministeriums geschlossen. Hoffmann wurde im Zug des sogenannten Röhm-Putsches erschossen.

## Nach dem Zweiten Weltkrieg (Stettiner Werft)
Stettin kam nach dem Zweiten Weltkrieg an Polen. Die Stettiner Werften waren im Zweiten Weltkrieg durch Bombenangriffe weitgehend zerstört worden. Als staatliches Unternehmen wurde 1948 die Stettiner Werft (Stocznia Szczecińska) auf dem früheren Gelände der Stettiner Oderwerke und der Vulkan-Werft gegründet. Es wurde in neue Anlagen investiert und aufgrund vieler erfolgreich abgewickelter Aufträge waren Ende der 1990er Jahre rund 11.000 Mitarbeiter beschäftigt. 1999 brachen die Aufträge für den Bau neuer Schiffe aufgrund der internationalen Schiffbaukrise drastisch ein. Finanzielle Probleme und die folgende Zahlungsunfähigkeit führten im März 2002 zur Einstellung der Arbeiten und im Juli 2002 zum Konkurs. Das Unternehmen wurde von der staatlichen Agentur für Industrieentwicklung übernommen und setzte die Produktion unter dem Namen Stocznia Szczecińska Nowa fort. 2009 stellte auch diese Werft den Betrieb ein und beendete damit eine mehr als 150-jährige Schiffbautradition in Stettin.

## Schiffe der Vulcan-Werft Stettin

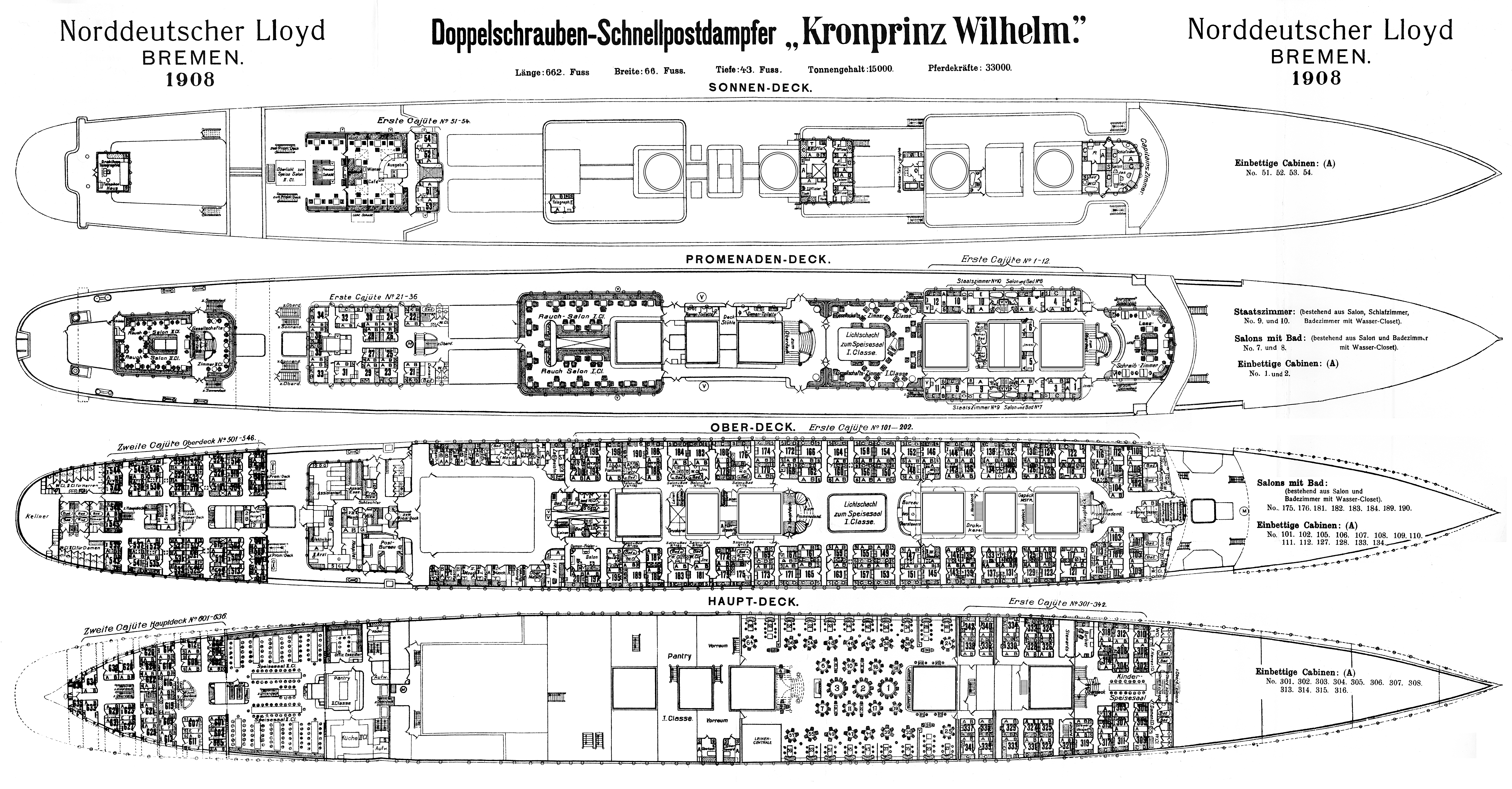
Decksplan der Kronprinz Wilhelm

### Zivile Schiffe
- Rugia (1882)
- Palatia (1895)
- Friedrich der Große (1896)
- Kaiser Wilhelm der Große (1897)
- Patricia (1899)
- Deutschland (1900)
- Kronprinz Wilhelm (1901)
- Kaiser Wilhelm II. (1902)
- Kaiserin Auguste Victoria (1906)
- Kronprinzessin Cecilie (1906)
- König Wilhelm II. (1907)
- George Washington (1908)
- Föttinger Transformator (1909)
- Königin Luise (1913)
- Tirpitz (1912/1921)
- München (1923)
- Stuttgart (1924)
- Cobra (1926)

### Kriegsschiffe

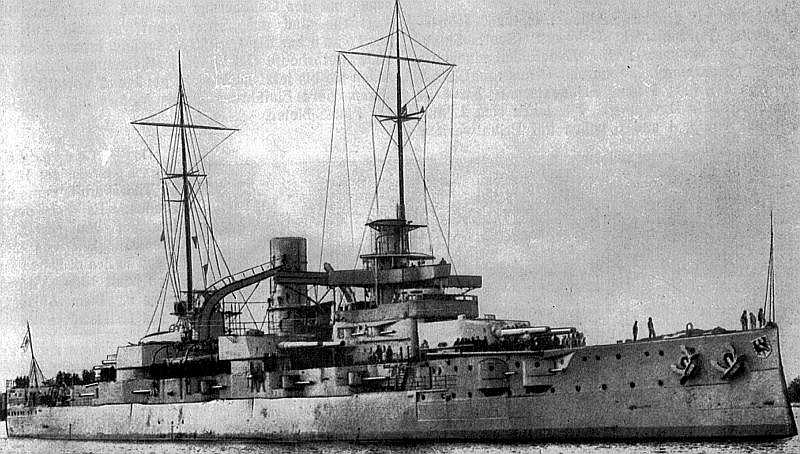
Rheinland

#### Schlachtschiffe
- Dingyuan (1881)
- Zhenyuan (1882)
- Brandenburg (1891)
- Weißenburg (1891)
- Mecklenburg (1901)
- Preußen (1903)
- Pommern (1904)
- Rheinland (1908)

#### Kreuzer
- Jingyuan (1887)
- Hai Yung (1897)
- Hertha (1897)
- Hansa (1898)
- Yakumo (1899)
- Bogatyr (1901)
- Hamburg (1903)
- Yorck (1904)

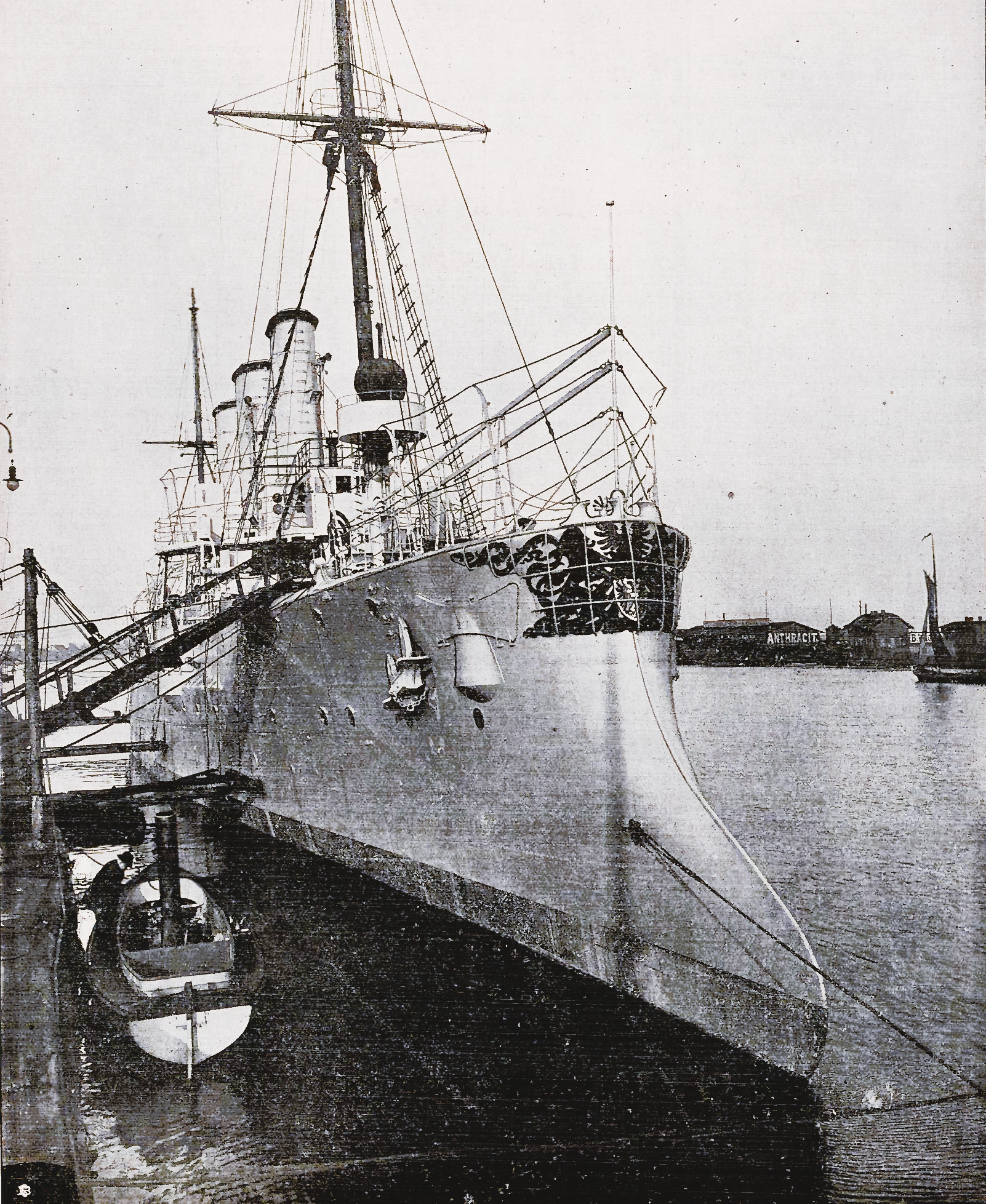
Lübeck

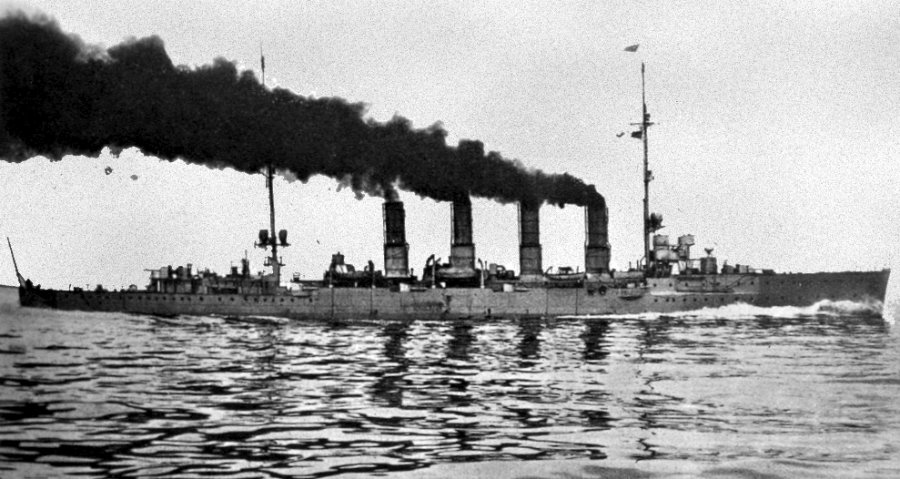
Breslau

- Lübeck (1904), erster deutscher Turbinenkreuzer
- Stettin (1907)
- Mainz (1909)
- Breslau (1911)
- Wiesbaden (1915)
- Brummer (1915)
- Bremse (1916)
- Wiesbaden (1917), nicht fertiggestellt
- Rostock (1918), nicht fertiggestellt

#### Sonstige
- Spierentorpedodampfer Notus, Zephir und Rival (1872–1874)
- Panzerkorvette Preußen (1876)
- Kreuzerkorvette Stosch (1878)
- Glattdeckskorvette Olga (1880)
- Panzerschiff Oldenburg (1885)
- Kaiserliche Yacht Hohenzollern (1893)
- Kanonenboot Eber (1903)
- vier Zerstörer der Niki-Klasse (1906) für die Griechische Kriegsmarine

### Museal erhaltene Schiffe
- Gryfia, ex Tyras, Eisenbahnfährschiff, Baujahr 1887 (Bau-Nr. 179), heute in Stettin, Polen
- Wittow, Eisenbahnfährschiff, Baujahr 1895 (Bau-Nr. 224), heute in Barther Hafen ausgestellt
- Suur Tõll, ex Zar Michail Feodorowitsch, Eisbrecher, Baujahr 1914 (Bau-Nr. 345), heute in Tallinn, Estland

### Replika
- Ting Yuen, Panzerschiff, Baujahr 1883 (Bau-Nr. 100), heute in Weihaiwei, China

Das Vorbild wurde während des Ersten Japanisch-Chinesischen Kriegs im Februar 1895 in der Seeschlacht von Weihaiwei versenkt, der Nachbau erfolgte 2003/2004.